# Palapye
Palapye é uma cidade do Botswana, situada em torno do meio entre Francistown e Gaborone. Sua posição geográfica a tornou um conveniente ponto de parada em umas das principais vias rodoviárias e ferroviárias do sul da África.